# Dias de Carvalho
José Pedro Dias de Carvalho (Mariana, 16 de julho de 1808 — Rio de Janeiro, 26 de julho de 1881) foi um jornalista e político brasileiro. Da época do Império, Dias de Carvalho foi senador e deputado geral pela Província de Minas Gerais, além de presidente da Câmara dos Deputados, conselheiro de Estado, ministro da Fazenda e presidente do Banco do Brasil.

## Família e educação
Carvalho nasceu em Mariana, na Província de Minas Gerais, onde viveu durante os primeiros anos de sua vida. Era filho de um negociante que havia migrado de Beira, Portugal. Trabalhou na casa comercial de seu pai em Ouro Preto e concluiu seus estudos no Seminário de Mariana.
Era avô do deputado João Pedro Carvalho Vieira e bisavô do senador João Pedro Gouveia de Carvalho Vieira.
Foi um dos redatores dos jornais Universal, Parlamentar e O Itacolomy, filiados ao Partido Liberal.

## Carreira
Carvalho iniciou sua carreira política como vereador, sendo em seguida deputado provincial, representando a região de Mariana. Em 1834, elegeu-se deputado geral, permanecendo na Câmara dos Deputados até 1841. Durante as Revoltas liberais de 1842, foi secretário do governo revolucionário de Minas Gerais.
Em 1847, Carvalho foi designado vice-presidente da Província de Minas Gerais. No mesmo ano, foi eleito presidente da Câmara dos Deputados, ocupando o cargo até 1848. Foi senador do Império por mais de duas décadas, com seu primeiro mandato iniciando em 1858.
De 1876 a 1881, Carvalho integrou o Conselho de Estado. Foi ministro de Estado da Fazenda mais de uma vez, em 1864 e em 1865 a 1866, bem como por outros períodos em caráter interino.
Carvalho foi presidente do Banco do Brasil por duas vezes, no período de 1857 a 1859 e durante um mês em 1869, de forma interina.